# Patricia Eckermann
Patricia Eckermann (geboren 1969 in Bielefeld) ist eine deutsche Show-, Serien- und Romanautorin. In vielen ihrer Texte verknüpft sie Diversität und Phantastik. Ihr Roman Elektro Krause wurde 2021 mit dem Publikumspreis „Kristallener Stephan“ ausgezeichnet.

## Leben und Wirken
Patricia Eckermann wuchs in Bielefeld auf. Sie absolvierte eine Lehre zur Fernmeldehandwerkerin und eine zweite Ausbildung zur Beamtin bei der Telekom. Sie war gewerkschaftlich aktiv und holte am Abendgymnasium das Abitur nach. 1996 zog sie nach Köln, um dort Theater-, Film- und Fernsehwissenschaft, Pädagogik und Anglistik zu studieren. Neben dem Studium sammelte sie Erfahrungen als Produktionsassistentin und in einer Casting-Agentur, wo sie Komparsen bei diversen Kino- und Fernsehfilmen betreute. Nach dem Studienabschluss 2002 (Magister Artium) widmete sie sich dem Schreiben.

Eckermann arbeitet als freie Autorin. Sie schreibt primär „Progressive Phantastik“, in der Geschichten, Welten und Figuren neu gedacht und anders geschrieben werden. Ziel ist es, sich „eine neue, literarische Normalität“ zu erschreiben, „aus der die Diversität nicht mehr herauszulösen ist“.
Ich möchte auch einen Beitrag dazu leisten Menschen wie mich [Eckermann ist Schwarze Deutsche] sichtbarer zu machen. [...] Dass möglichst viele andere Leute ihre Perspektiven dazu steuern, sodass die Literatur jünger wird, nicht mehr so weiß, nicht mehr so männlich. Dass sie queerer wird. Auch, dass mehr Menschen mit Behinderung ihre Sicht auf die Welt darstellen. Es beruhigt mich zu wissen, ich habe alles versucht, um mehr Gleichberechtigung reinzubringen.
Ihr Roman Elektro Krause, der sich vor allem an Jugendliche und junge Erwachsene richtet, spielt im Rheinland des Jahres 1989, wo die jamaika-deutsche Erzählerin und Protagonistin Kassandra („Kassy“) Krause neben ihrem Beruf als Elektrikerin Nazi-Geister jagt. Eckermann bekam dafür 2021 den Publikumspreis „Kristallener Stephan“ verliehen. Der Roman war auch für den Phantastikpreis der Stadt Wetzlar und den Phantastik-Literaturpreis Seraph 2022 in der Kategorie „Bester Independent-Titel“ nominiert. In der Rezeption von Eckermanns Texten wird betont, dass sie „sich der bisher nur am Rande betrachteten und literarisch produktiven Verflechtung von Diversität und Fantastik widmet. Damit schließt sie an Strömungen an, die im englischsprachigen Raum bereits unter dem Schlagwort Afrofuturism bekannt sind.“
Gemeinsam mit ihrem Mann und Koautor Stefan Müller bildet Eckermann das Schreibteam antagonisten. Sie schreiben unter anderem Unterhaltungsshows für verschiedene Fernsehsender und Produktionsfirmen.
2024 kuratiert Eckermann gemeinsam mit Sharon Dodua Otoo „Resonanzen – Schwarzes Internationales Literaturfestival“, das im Rahmen der Ruhrfestspiele Recklinghausen stattfindet.

## Werke
- mit Stefan Müller: Wir vom Neptunplatz. Ein Vorabendroman. Carlsen, Hamburg 2011.
- Cupida – Mitten ins Herz. Ueberreuter, Berlin 2016.
- Die Puppenflüsterin. Ueberreuter, Berlin 2016.
- mit Stefan Müller: Viertelherz. E-Book-Reihe in vier Bänden. Amazon 2018.
- Elektro Krause. Roman. Tredition, Hamburg 2021.
- mit Aşkın-Hayat Doğan (Hg.): Urban Fantasy: Going Intersectional. Ach je Verlag, Berlin 2021 (Kurzgeschichtensammelband).
  - darin die Kurzgeschichte Die Jurte des Todes (S. 335–351).
- Nicht schon wieder Ragnarök. Tredition, Hamburg 2023.
- Die Schwarze Träumerin. Tredition, Hamburg 2023.

## Auszeichnungen
- 2021: Kristallener Stephan – Publikumspreis für Eskapismus, Nerdkultur & Phantastik für den Roman Elektro Krause[6]
- 2021: Drehbuchförderung der Filmförderungsanstalt für das Teen-Musical Itsy Bitsy Beatbox (mit Dagmar Blume-Niehage)[11]